# Asser Kuveri Kapere
Asser Kuveri Kapere, né le 11 juin 1951, est un homme politique namibien. Il est membre de la SWAPO et préside le Conseil national de Namibie de 2004 à 2015.

## Carrière
Kapere est né dans la petite ville d'Omaruru, dans la région d'Erongo en Namibie. [Citation nécessaire] Il a été enseignant à l'école secondaire St. Theresa à Tses de 1974 à 1975 et a rejoint la SWAPO en 1975. Il était président de la branche Arandis de la SWAPO de 1980 à 1982 et président de la SWAPO pour la région occidentale de 1983 à 1990. Il est également devenu membre du comité exécutif régional de la SWAPO pour la région d'Erongo en 1983 et président du syndicat des mineurs de Namibie de 1987 à 1991.
Il a occupé divers postes et fonctions politiques en Namibie après l'indépendance, notamment celui de commissaire de la région occidentale (1990-1992) et de gouverneur de la région d'Erongo (1992-1999). Il a également été conseiller régional pour la région d'Arandis. Circonscription depuis 1992. Il est devenu vice-président de l'Association des conseils régionaux (ARC) en 1997, puis président de l'ARC en 1999. Il a été élu au Conseil national pour la première fois en tant que membre de la région d'Erongo en 1999. Il a ensuite été membre du Cabinet en tant que Ministre des travaux publics, des transports et de la communication de 2002 à 2004. Il est ensuite devenu président du Conseil national le 16 décembre 2004.
Asser Kapere a été élu pour la première fois au Comité central de la SWAPO en 1997. Il est membre du conseil d'administration du Democracy Support Centre, créé en juillet 2006 . Au congrès du parti SWAPO en novembre 2007, Kapere a été réélu en tant que membre du Politburo.